# Эмбрион (альбом)
«Эмбрион» — ремиксовый альбом певицы Линды, выпущенный на лейбле «Кристальная музыка». Музыкантом Владом Жуковым были переработаны песни из альбома «Плацента» и новая песня «Изнанка света». Альбом состоит из двух дисков: «Эмбрион Wrong» («неправильный»), куда попали тяжёлые миксы, и вторая часть «Эмбрион Right» («правильный») — более лёгкие, танцевальные миксы. В специальное издание входит также видеоклип на оригинал песни «Изнанка света».

## Список композиций

### Right
Ремиксы сделаны Владом Жуковым
| №                   | Название                                       | Текст песни         | Музыка              | Длительность |
| ------------------- | ---------------------------------------------- | ------------------- | ------------------- | ------------ |
| 1.                  | «Ничего не бойся» (оригинал — «Дождь»)         | Максим Фадеев       | М. Фадеев           | 6:46         |
| 2.                  | «На краю белой реки» (оригинал — «На краю»)    | М. Фадеев           | М. Фадеев           | 3:50         |
| 3.                  | «Я не могу» (оригинал — «Я не могу»)           | М. Фадеев           | М. Фадеев           | 5:10         |
| 4.                  | «Уносит...» (оригинал — «Золотая вода»)        | М. Фадеев           | М. Фадеев           | 4:30         |
| 5.                  | «Взгляд изнутри» (оригинал — «Взгляд изнутри») | М. Фадеев           | М. Фадеев           | 4:07         |
| 6.                  | «Что будет?» (оригинал — «Я не могу»)          | М. Фадеев           | М. Фадеев           | 3:22         |
| 7.                  | «С тобой...» (оригинал — «На краю»)            | М. Фадеев           | М. Фадеев           | 4:47         |
| 8.                  | «Изнанка света» (оригинал — «Изнанка света»)   | Линда               | Евгений Поздняков   | 3:41         |
| 9.                  | «Золотая вода» (оригинал — «Золотая вода»)     | М. Фадеев           | М. Фадеев           | 6:06         |
| Общая длительность: | Общая длительность:                            | Общая длительность: | Общая длительность: | 42:19        |

| №  | Название                              | Длительность |
| -- | ------------------------------------- | ------------ |
| 1. | «Изнанка света» (реж. Максим Осадчий) | 3:44         |

### Wrong
Ремиксы сделаны В. Жуковым
| №                   | Название                                        | Текст песни         | Музыка              | Длительность |
| ------------------- | ----------------------------------------------- | ------------------- | ------------------- | ------------ |
| 1.                  | «Отпусти» (оригинал — «Отпусти меня»)           | М. Фадеев           | М. Фадеев           | 5:19         |
| 2.                  | «Дыханье» (оригинал — «Дыханье»)                | М. Фадеев           | М. Фадеев           | 4:23         |
| 3.                  | «Ангелы» (оригинал — «Ангелы»)                  | М. Фадеев           | М. Фадеев           | 5:07         |
| 4.                  | «Отпусти меня» (оригинал — «Отпусти меня»)      | М. Фадеев           | М. Фадеев           | 4:46         |
| 5.                  | «Я с тобой ничего...» (оригинал — «Дождь»)      | М. Фадеев           | М. Фадеев           | 4:43         |
| 6.                  | «Вопреки» (оригинал — «На краю»)                | М. Фадеев           | М. Фадеев           | 4:26         |
| 7.                  | «Я не помню тебя» (оригинал — «Взгляд изнутри») | М. Фадеев           | М. Фадеев           | 5:50         |
| 8.                  | «Изнанка» (оригинал — «Изнанка света»)          | Линда               | Е. Поздняков        | 3:52         |
| 9.                  | «Дождь» (оригинал — «Дождь»)                    | М. Фадеев           | М. Фадеев           | 5:10         |
| Общая длительность: | Общая длительность:                             | Общая длительность: | Общая длительность: | 43:36        |

| №  | Название                          | Длительность |
| -- | --------------------------------- | ------------ |
| 1. | «Изнанка света» (реж. М. Осадчий) | 3:44         |

## Рецензии
- Intermedia Ссылка